# Gianfranco Bonera
Gianfranco Bonera (Porpetto, Provincia de Udine, Italia, 2 de abril, de 1945) es un expiloto de motociclismo italiano. Su mejor año fue en 1974 cuando ganó el Gran Premio de las Naciones y terminó en segundo lugar detrás de su compañero de equipo de MV Agusta, Phil Read, en el campeonato mundial de 500 cc. Cambió a la clase de 250 cc en 1976, compitiendo por el equipo de carreras de Harley-Davidson en máquinas Aermacchi rebadged después de ser comprado por la firma estadounidense. Ganó el Gran Premio de España de 250 cc y terminó la temporada en el tercer lugar detrás de su compañero de equipo Harley-Davidson, Walter Villa y Takazumi Katayama de Yamaha.

## Resultados en el Campeonato del Mundo
Sistema de puntuación desde 1969 hasta 1987:
| Posición | 1.º | 2.º | 3.º | 4.º | 5.º | 6.º | 7.º | 8.º | 9.º | 10.º |
| Puntos   | 15  | 12  | 10  | 8   | 6   | 5   | 4   | 3   | 2   | 1    |

### Carreras por año
(Clave) (negrita indica pole position) (cursiva indica vuelta rápida)

| Año  | Cat.  | Moto            | 1       | 2       | 3       | 4       | 5       | 6       | 7       | 8     | 9       | 10      | 11     | 12      | 13    | Pts. | Pos. | Vic |
| ---- | ----- | --------------- | ------- | ------- | ------- | ------- | ------- | ------- | ------- | ----- | ------- | ------- | ------ | ------- | ----- | ---- | ---- | --- |
| 1973 | 350cc | Harley-Davidson | FRA -   | AUT -   | GER -   | NAT 17  | IOM -   | YUG -   | NED -   |       | CZE 4   | SWE -   | FIN -  | ESP -   |       | 8    | 23.º | 0   |
| 1973 | 500cc | Harley-Davidson | FRA -   | AUT -   | GER -   |         | IOM -   | YUG 3   | NED -   | BEL - | CZE Ret | SWE -   | FIN -  | ESP Ret |       | 10   | 19.º | 0   |
| 1974 | 500cc | MV Agusta       | FRA 3   | GER DNS | AUT 2   | NAT 1   | IOM -   | NED 4   | BEL 10  | SWE 4 | FIN 2   | CZE 2   |        |         |       | 69   | 2.º  | 1   |
| 1975 | 500cc | MV Agusta       | FRA -   | AUT -   | GER -   | NAT -   | IOM -   | NED 6   | BEL -   | SWE 4 | FIN Ret | CZE -   |        |         |       | 13   | 15.º | 0   |
| 1976 | 250cc | Harley-Davidson | FRA 2   |         | NAT Ret | YUG 7   | IOM -   | NED 4   | BEL 5   | SWE 3 | FIN 3   | CZE 2   | GER -  | ESP 1   |       | 61   | 3.º  | 1   |
| 1976 | 350cc | Harley-Davidson | FRA DNQ | AUT 10  | NAT -   | YUG -   | IOM -   | NED Ret |         |       | FIN -   | CZE 7   | GER 3  | ESP Ret |       | 15   | 15.º | 0   |
| 1977 | 500cc | Suzuki          | VEN Ret | AUT DNS | GER 12  | NAT DNF | FRA 4   | NED Ret | BEL Ret | SWE 6 | FIN 3   | CZE 5   | GBR 4  |         |       | 37   | 7.º  | 0   |
| 1978 | 350cc | Yamaha          | VEN 8   |         | AUT 10  | FRA 14  | NAT 14  | NED 2   |         | SWE - | FIN -   | GBR 5   | GER 8  | CZE -   | YUG 2 | 37   | 7.º  | 0   |
| 1978 | 500cc | Suzuki          | VEN -   | ESP -   | AUT 9   | FRA 22  | NAT -   | NED 13  | BEL -   | SWE - | FIN -   | GBR Ret | GER 12 |         |       | 2    | 26.º | 0   |
| 1979 | 350cc | Yamaha          | VEN -   | AUT Ret | GER Ret | NAT Ret | ESP -   | YUG 10  | NED 10  | FIN - | GBR Ret | CZE -   | FRA -  |         |       | 2    | 36.º | 0   |
| 1980 | 500cc | Yamaha          | NAT 12  | ESP -   | FRA 17  | NED -   | BEL Ret | FIN -   | GBR -   | GER - |         |         |        |         |       | 0    | -    | 0   |